# Dovjîk, Lîpova Dolîna
Dovjîk (în ucraineană Довжик) este un sat în comuna Sînivka din raionul Lîpova Dolîna, regiunea Sumî, Ucraina.

## Demografie
Componența lingvistică a localității Dovjîk
     Ucraineană (98,67%)
     Rusă (1,33%)
Conform recensământului din 2001, majoritatea populației localității Dovjîk era vorbitoare de ucraineană (98,67%), existând în minoritate și vorbitori de rusă (1,33%).